# Дюбо, Рене Жюль
Рене Жюль Дюбо́ (фр. René Jules Dubos; 20 февраля 1901, Сен-Брис-су-Форе, Франция — 20 февраля 1982, Нью-Йорк, США) — американский и французский микробиолог. 
Член Национальной академии наук США (1941).

## Биография
Родился 20 февраля 1901 года в Сен-Брис-су-Форе. В 1916 году, в возрасте всего лишь 15 лет поступил в Парижский национальный сельскохозяйственный институт, который окончил в 1921 году. Проработав по своей специальности с 1921 по 1924 год в каком-то французском институте, принял решение переехать в США и поселился в Нью-Йорке, которому посвятил всю оставшуюся жизнь. В 1924 году устроился на работу в Рокфеллеровский университет, где проработав вплоть до 1927 года, избран профессором патологии и проработал в данной должности вплоть до смерти, одновременно с этим, с 1942 по 1944 год работал в Гарвардском университете.
Основные научные работы посвящены изучению антибиотиков и приобретённого иммунитета к туберкулёзу. Исследовал бактериальную флору кишечника. Разработал новые методы химиотерапии.
Скончался в день своего рождения 20 февраля 1982 года в Нью-Йорке.

## Награды
- Премия Э. Мида Джонсона[англ.] (1941)
- Премия Альберта Ласкера за фундаментальные медицинские исследования (1948)[4]
- Премия Роберта Коха (1960)
- George M. Kober Lecture[нем.] (1961)
- Премия АМА за научные достижения[англ.] (1964)
- Пулитцеровская премия за нехудожественную литературу (1969)
- Медаль Каллума (1975)
- Премия Тайлера за достижения в области охраны окружающей среды (1976)

## Сочинения
- The Bacterial Cell in its Relation to Problems of Virulence, Immunity and Chemotherapy, 1945, Harvard University Press
- Louis Pasteur, Free Lance of Science, 1950, 1960, Charles Scribner's Sons, Da Capo Press 1986 reprint of 1960 edition: ISBN 0-306-80262-7
- The White Plague: Tuberculosis, Man, and Society, 1952, Little, Brown, and Company, Rutgers University Press 1987: ISBN 0-8135-1224-7
- Biochemical Determinants of Microbial Diseases, 1954, Harvard University Press Man, Medicine, and Environment, 1968, Praeger
- Mirage of Health: Utopias, Progress & Biological Change, 1959, Rutgers University Press 1987: ISBN 0-8135-1260-3
- Pasteur and Modern Science, 1960, Anchor Books, American Society of Microbiology edition with new chapter by Thomas D. Brock, 1998: ISBN 1-55581-144-2
- The Dreams of Reason: Science and Utopias, 1961 George B. Pegram lectures, Columbia University Press
- The Unseen World, 1962, The Rockefeller Institute Press
- The Torch of Life: Continuity in Living Experience, 1962, Simon and Schuster, Touchstone 1970 reprint: ISBN 0-671-20469-6
- Man Adapting, 1966, Yale University Press, ISBN 0-300-00437-0, enlarged edition 1980: ISBN 0-300-02581-5
- So Human an Animal: How We Are Shaped by Surroundings and Events, 1968, Scribner Book Company, Transaction Publishers 1998 edition: ISBN 0-7658-0429-8 (won the 1969 Pulitzer Prize for non-fiction)
- Reason Awake, 1970, Columbia University Press, ISBN 0-231-03181-5
- Only One Earth: The Care and Maintenance of a Small Planet, 1972, coauthored with Barbara Ward and United Nations Conference on the Human Environment, W W Norton & Co, ISBN 0-393-06391-7
- A God Within, 1973, Scribner, ISBN 0-684-13506-X
- Of Human Diversity, 1974, Clark University Press, ISBN 0-914206-24-9
- Beast or Angel: Choices That Make Us Human, 1974, Scribner, hardcover: ISBN 0-684-17608-4, paperback 1984: ISBN 0-684-14436-0
- The Professor, the Institute, and DNA: Oswald T. Avery, His Life and Scientific Achievements, 1976, Paul & Company, ISBN 0-87470-022-1
- The Wooing of Earth, 1980, Scribner, ISBN 0-684-16501-5
- Quest: Reflections on Medicine, Science, and Humanity, 1980, Harcourt Brace Jovanovich, ISBN 0-15-175705-4
- Celebrations of Life, 1981, McGraw Hill, ISBN 0-07-017893-3
- The World of René Dubos: A Collection from His Writings, 1990, Henry Holt & Co, ISBN 0-8050-1360-1